# Scleraulophurus cephalatus
Scleraulophurus cephalatus is een platworm (Platyhelminthes). De worm is tweeslachtig. De soort leeft in het zoute water.
Het geslacht Scleraulophurus, waarin de platworm wordt geplaatst, wordt tot de familie Scleraulophoridae gerekend. De wetenschappelijke naam van de soort werd voor het eerst geldig gepubliceerd in 1940 door Karling.